# KamAZ-65117
Der KamAZ-65117 (russisch КамАЗ-65117) ist ein Lastwagen aus der Produktion des KAMAZ-Werks in Nabereschnyje Tschelny. Der seit 2005 gebaute Pritschenwagen ist technisch eng verwandt mit dem Kipper KamAZ-65115 und der Sattelzugmaschine KamAZ-65116.

## Fahrzeugbeschreibung

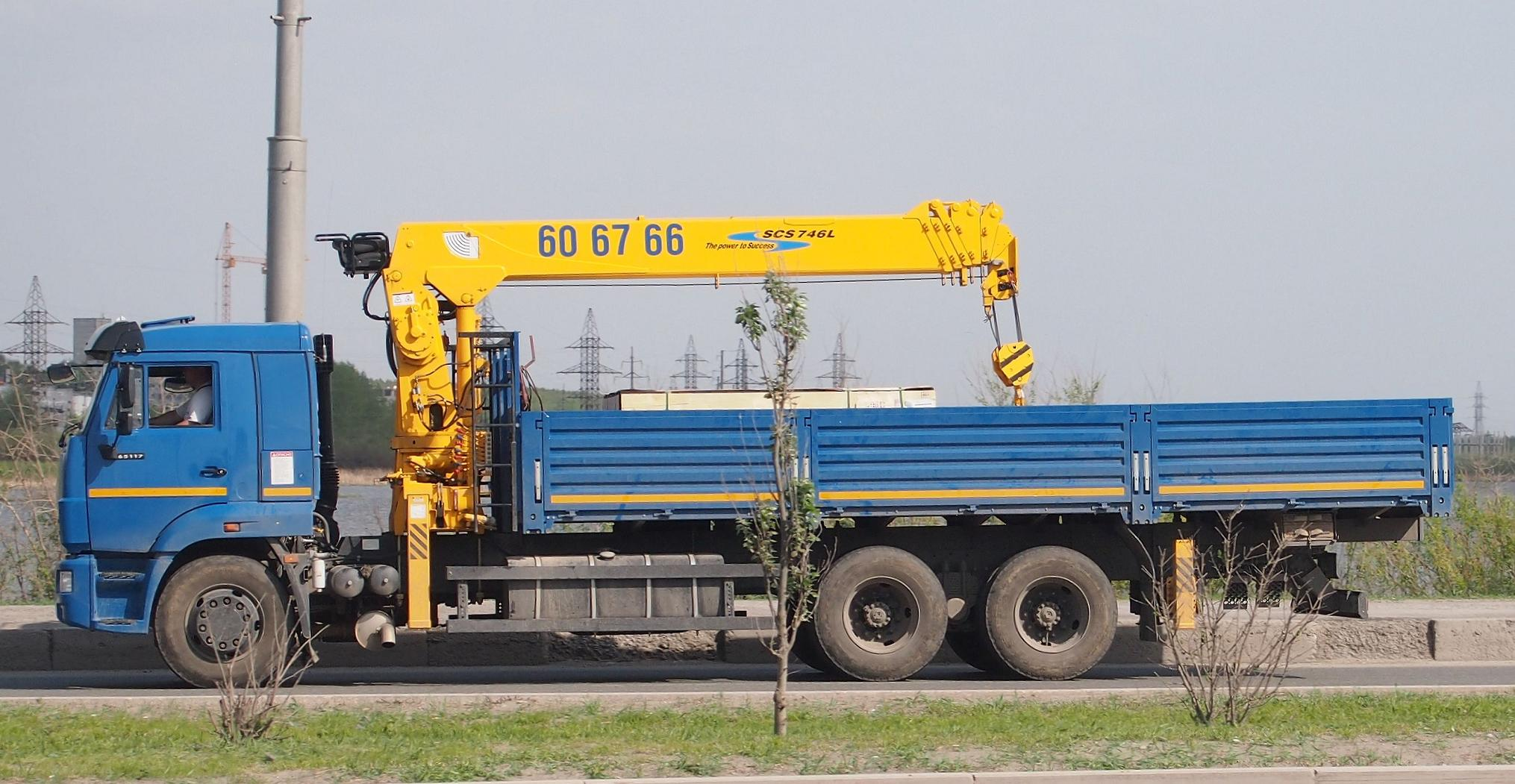
KamAZ-65117 mit Ladekran in Tjumen (2014)

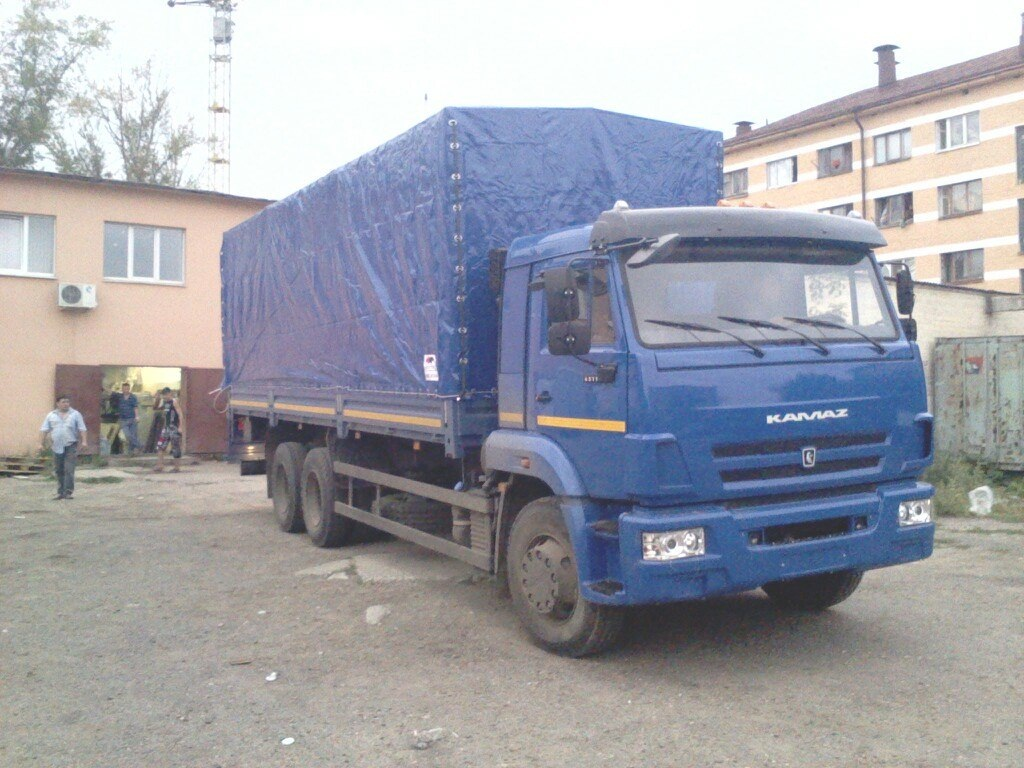
KamAZ-65117-A4 für 11,6 Tonnen Nutzlast mit neuer Kabine (2014)

Die Produktion des KamAZ-65117 als Nachfolger des KamAZ-53215 begann im Jahr 2005. Bereits einige Jahre zuvor hatte der Hersteller begonnen, den technisch sehr ähnlichen Kipper KamAZ-65115 zu fertigen.
Während in der ersten Zeit noch Achtzylinder-Dieselmotoren aus hauseigener Fertigung von KAMAZ zum Einsatz kamen, werden heute Sechszylinder von Cummins Engine verbaut. Die Leistung stieg durch diesen Schritt von 260 PS (191 kW) auf 298 PS (219 kW) an. Gleichzeitig wurde der Hubraum von knapp elf Liter auf 6,7 Liter reduziert. Das Getriebe wird vom deutschen Unternehmen ZF Friedrichshafen zugeliefert. Außerdem wurde im Laufe der mittlerweile über zehn Jahre andauernden Produktionszeit das Design des Fahrerhauses überarbeitet.
Neben der Umstellung auf westliche Motoren wurde gegenüber dem Vorgänger vor allem die Nutzlast erhöht. Der KamAZ-65117 ist in der Lage, je nach Ausführung 11,6 bis 14,5 Tonnen zuzuladen. Frühere Modelle waren mit maximal elf Tonnen belastbar. Außerdem werden vom Hersteller mindestens zwei unterschiedliche Radstände angeboten, wodurch die Gesamtlänge des Fahrzeugs zwischen 8,6 und 10,3 Metern variiert.
Neben der üblichen Verwendung im zivilen Bereich kommt der Lastwagen trotz fehlenden Allradantriebs auch beim russischen Militär zum Einsatz.

## Technische Daten
Die hier aufgeführten Daten gelten für Fahrzeuge vom Typ KamAZ-65117-23(A4), wie sie der Hersteller Mitte 2016 anbot. Über die Bauzeit hinweg und aufgrund verschiedener Modifikationen an den Fahrzeugen können einzelne Werte leicht abweichen.
- Motor: Viertakt-R6-Dieselmotor
- Motortyp: Cummins ISB6.7e4 300
- Leistung: 298 PS (219 kW)
- maximales Drehmoment: 1097 Nm
- Hubraum: 6,7 l
- Abgasnorm: EURO 4
- Getriebe: manuelles Neungang-Schaltgetriebe
- Getriebetyp: ZF 9S1310 von ZF Friedrichshafen
- Tankinhalt: 500 l
- Höchstgeschwindigkeit: 95 km/h
- Antriebsformel: 6×4
- Bordspannung: 24 V
- Lichtmaschine: 28 V, 2000 W
- Batterie: 2 × 190 Ah, 12 V, in Reihe verschaltet

Abmessungen und Gewichte
- Länge: 8585 bis 10.290 mm
- Breite: 2550 mm
- maximale Höhe: 3915 mm
- Höhe über Fahrerhaus: 2865 mm
- Radstand: 3690 + 1320 mm oder 4970 + 1320 mm
- Wendekreis: 19 m
- Leergewicht: 9425 kg
- Zuladung: 14.500 kg
- zulässiges Gesamtgewicht: 24.000 kg
- maximale Achslast vorne: 6000 kg
- maximale Achslast hinten (Doppelachse): 18.000 kg
- Anhängelast: 14.000 kg
- zulässiges Gesamtgewicht des Zugs: 38.000 kg
- maximal befahrbare Steigung: 25 %